# A544-es autópálya (Németország)
Az A544-es autópálya (németül: Bundesautobahn 544) egy autópálya Németországban. Hossza 5 km.